# Yves Faye
Yves Faye (Dakar, 22 marzo 1976) è un ex calciatore francese neocaledoniano, centrocampista del Le Mons-Dore.

## Carriera

### Nazionale
Ha debuttato in Nazionale l'11 aprile 2000, in Nuova Caledonia-Papua Nuova Guinea (6-1), gara in cui ha siglato una rete. Ha partecipato, con la Nazionale, alla Coppa d'Oceania 2002. Ha collezionato in totale, con la maglia della Nazionale, 5 presenze e tre reti.

## Palmarès

### Club

#### Competizioni nazionali
- Campionato neocaledoniano di calcio: 3

Le Mons-Dore: 2005-2006, 2010, 2011